# منطقه اقتصادی شمال غربی

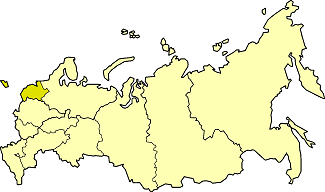
Northwestern economic region on the map of Russia

منطقه اقتصادی شمال غربی (روسی: Се́веро-За́падный экономи́ческий райо́н) یکی از دوازده منطقه اقتصادی روسیه است.